# Theológiai ismeretek tára
A Theológiai ismeretek tára egy 19. század végi, nagy terjedelmű magyar protestáns egyháztörténeti lexikon, amely később több újabb úgynevezett kiadásban is megjelent – bár ezek a kiadások a mű jelentősen megváltoztatott, egyes helyeken bővített, máshol igen csak megcsonkított részének nyomdába adását jelentették.

## Története

### „I. kiadás”
A Zoványi Jenő egyháztörténésztől, teológiai tanártól 1894–1901 között Mezőtúron megjelent 3 kötetes mű a keresztény egyháztörténettel foglalkozik. A szerző 423 + 434 + 428 oldal – tehát körülbelül 1200 oldal – terjedelemben dolgozza fel a keresztény papok, püspökök, egyházi írók, egyházi tisztségek, egyházkerületek stb. körét összesen 3350 szócikkben. Az egyes szócikkek gyakran bibliográfiai útmutató tartalmaznak.

### „II. kiadás”
A két világháború között ismét felmerült az igény a lexikon kiadására egy teológiai könyvsorozat keretében. Ez a könyvsorozat végül nem készült el. Ennek ellenére a lexikonnak kizárólag magyar egyháztörténelmi anyagát – amelyet Zoványi időközben kibővített – külön megjelentették a következő címmel.
„A 30-as évek végén az Egyetemes Konvent (a református egyház akkori legfelsőbb igazgatási szerve) Parochiális Könyvtár Bizottsága egy négy kötetre tervezett Theologiai Lexikon kiadásának a gondolatával foglalkozott. Révész Imre, előbb a debreceni egyetem teologiai fakultásának egyháztörténésze, a későbbi tiszántúli püspök, az ügy lelkes támogatója, a nemzetközi viszonyokat látva, sejtette, hogy a Theologiai Lexikon közeli kiadására nem kerülhet sor. Ezért mindent elkövetett annak érdekében, hogy a Konvent Zoványi Jenőnek akkorra már teljesen elkészült egyháztörténeti anyagát publikálja. „A magyar protestantizmus tudományát a Debreczeni Ember Pál gyűjteményének szétszóródása meg a nagyenyedi kollégiumi könyvtár pusztulása óta nagyobb kár még nem érte, mint amilyen – egy emberöltőre pótolhatatlanul – érni fogná akkor, ha ennek az anyagnak az elvégre is még évek múlva bekövetkező hiánytalan lexikoni megjelenése előtt baja esnék” – írta 1938-ban Révész. (Adalékok... Budapest, 1940. 22. l.) Így jelentek meg Zoványi Jenőnek a Theologiai Lexikon számára kidolgozott cikkei 1940-ben kézirat gyanánt állítólag 40 példányban:”
- Zoványi Jenő cikkei a „Theologiai Lexikon” részére a magyarországi protestantizmus történetéből. Kézirat gyanánt. Budapest. 1940.[2]

### „III. kiadás”
Zoványi haláláig (1958) szinte minden erejét a lexikon újabb (3.) kiadása előkészítésének szentelte. Anyagát átdolgozta, körülbelül  negyedrészével ki is egészítette. Az aggastyán szerző az utolsó időben leányának, Zoványi Klárának vette igénybe a segítségét. 93 éves korában bekövetkezett haláláig azonban műve nem került nyomdába. A mű utótörténetéről Ladányi Sándor református lelkész, a mű későbbi sajtó alá rendezője így ír:
„A jelen mű kézirata 1959-ben került a Magyarországi Református Egyház Egyetemes Konventje Sajtóosztályának birtokába, kiadás végett. A kiadásra akkor nem került sor. 1962-ben „Lexikon-bizottság” alakult, amely széleskörű kutatásba fogott, teljesen új, szélesebb alapokon nyugvó lexikon elkészítését és kiadását vette tervbe. Így a Zoványi-lexikon kiadása egy időre lekerült a napirendről. — A „Lexikon-bizottság” azonban rövid időn belül feloszlott; a munka nem készült el. A Zoványi-lexikon is feledésbe merült, annál is inkább, mert a kézirat példányai akkorra már nem voltak fellelhetők.”
10 esztendő telt így. 1972-ben azonban: 
„e sorok írója [Ladányi Sándor] kapott megbízást a Magyarországi Református Egyház Zsinata Tanulmányi Osztályától az általa megtalált kézirat átdolgozására, kiegészítésére és naprakész állapotba hozatala után sajtó alá rendezésére; vagyis Zoványi kézirata alapján, annak messzemenő felhasználása mellett egy korszerű egyháztörténeti lexikon szerkesztésére. Hozzá is látott a már korábbi anyaggyűjtése kiegészítéséhez, s több tervezetet készített s nyújtott be a Tanulmányi Osztályhoz, illetve ezen keresztül a Zsinat Elnökségéhez. Ezekben felhasználta Révész Imre akadémikus részletes elképzeléseit és adatait (kézirata a Tiszáninneni Református Egyházkerület Nagykönyvtárában van, Sárospatakon). Ezek a tervezetek tartalmazták a megbízott szerkesztő szerint szükségessé vált kiegészítéseket (a lexikon tárgykörének bővítését: számos újabb életrajz beiktatását, az időközben végbement események és az újabb tudományos kutatások eredményei sok félben lévő életrajz befejezését, kiegészítését, vagy átdolgozását teszik szükségessé és egyben lehetővé; szélesebb körbe be kellene iktatni a lexikonba a magyarországi protestantizmus jogi, közigazgatási, iskolaügyi, liturgiai, kegyességi és népi vallásos életével kapcsolatos fogalmakat, az egyházi tudományos élettel kapcsolatos intézményeket, eseményeket, dokumentumokat, folyóiratokat stb. bizonyos egyenetlenségek kiigazítását stb.).”
A szerkesztő azonban alkalmazkodott a Kiadó kívánságához, aki végül is úgy döntött, hogy ez alkalommal a nagyobb arányú átdolgozástól eltekint, s a sürgősségre való tekintettel, valamint a szerző hagyatékának formai és tartalmi tiszteletben tartása miatt, Zoványi Jenő lexikonát, a szerző által eszközölt bővítésekkel együtt, változatlanul adja ki
A 3 kötetes művet a Magyarországi Református Egyház Zsinati Irodájának Sajtóosztálya 1977-ben ismét kiadta egy 712 oldalas kötetbe egyesítve. Ennek előszavába ezt írtákː
A Magyarországi Református Egyház Zsinatának Sajtóosztálya Zoványi Jenő egyháztörténeti lexikonának harmadik, bővített és javított kiadásával régi adósságot törleszt és súlyosan érzett hiányt kíván pótolni. Nemcsak az egyháztörténet-tudomány és az egyetemes történetírás szakemberei, hanem a művelt olvasóközönség széles köre is joggal tarthat igényt egy olyan lexikális műre, amely tájékoztatást ad a magyar protestantizmus múltjáról és jelenéről. Zoványi lexikona eleddig az egyetlen ilyennemű magyar nyelven publikált kiadvány. Megírását a nagy történettudós már kora ifjúságában, kolozsvári lelkész korában kezdette el.
Míg az eredeti kiadásról máig nem készült reprint kiadás és elektronikusan sem érhető el – a bővített kiadás ugyanakkor ingyenes elektronikus elérhetőséggel is rendelkezik a Debreceni Református Kollégium Elektronikus Könyvtárában Archiválva 2018. június 16-i dátummal a Wayback Machine-ben. A mű az egyháztörténeten kívül abból a szempontból is jelentős, hogy a magyar protestáns egyházi írók által művelt irodalomról sincs máig összefoglaló mű, így a kutatóknak – más lexikonok mellett – továbbra is segítséget jelent Zoványi műve.

## Az eredeti kiadás kötetbeosztása
| Kötetszám  | Kötetcím          | Kiadási év | Hasábszám      |
| ---------- | ----------------- | ---------- | -------------- |
| I. kötet   | A–F               | 1894       | 4+423 oldal    |
| II. kötet  | G–Ny              | 1898       | 2+434 oldal    |
| III. kötet | O–Zs. és pótlékok | 1901       | 2+428+12 oldal |